# Regis College (Université de Toronto)
Regis College est une école théologique jésuite affiliée à l'Université de Toronto, au Canada.

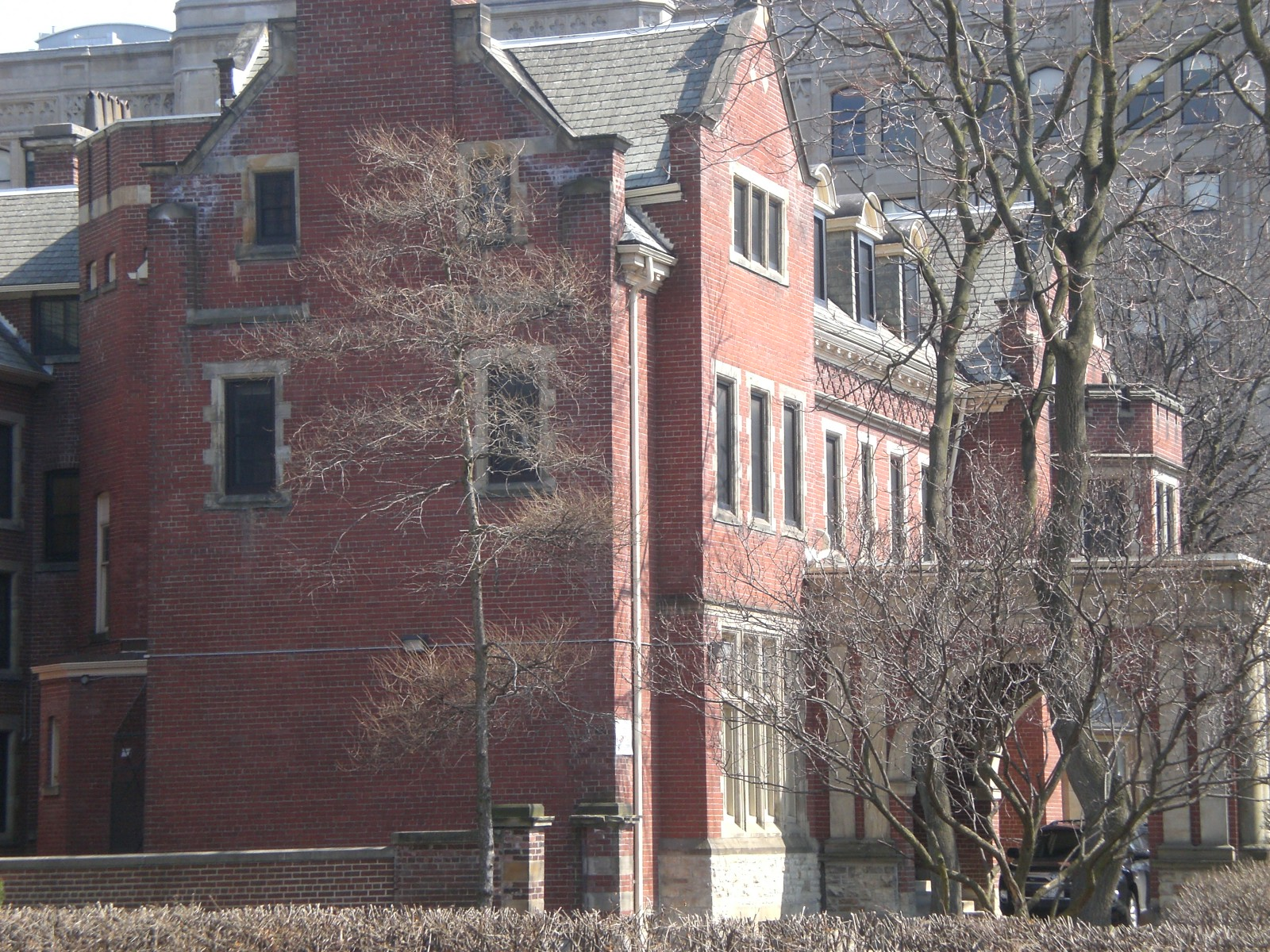
Regis College.

C'est une institution membre de l'École de théologie de Toronto, à travers laquelle elle collabore avec les deux autres écoles catholiques fédérées, le séminaire Saint-Augustin et l'Université de St. Michael's College.

## Source
- (en) Cet article est partiellement ou en totalité issu de l’article de Wikipédia en anglais intitulé « Regis College, University of Toronto » (voir la liste des auteurs).